# Gheorghe Andrei Neagu
Gheorghe Andrei Neagu (n. 14 septembrie 1949, satul Sofrocești, comuna Trifești, județul Neamț) este un prozator, promotor cultural, jurnalist, editor de presă literară și fondator al revistei Oglinda literară. Este membru în conducerea Uniunii Scriitorilor din România, Filiala Bacău.

## Biografie

### Studii
În 1956 începe cursurile gimnaziale la școala din Sofrocești, iar în 1960 urmează cursuri de muzică sub îndrumarea dirijorului corului Episcopiei Romanului, Dumitru Teofănescu. În 1963 intră prin examen de admitere la Liceul nr.1, azi Roman Vodă, fiind absolvent al promoției 1967. În 1968 intră la Institutul Silvic de trei ani de la București, iar în 1972 este încorporat la trupele de geniu după ce făcuse instruirea de 30 zile la divizia Tudor Vladimirescu din București la artilerie, din această experiență născîndu-se romanul Arme și lopeți. În 2000 este licențiat în marketing cu profesori de la Universitatea din București, în sesiunea Universității de la Bacău.

### Activitate literară
- Întors din armată, la Institutul de Cercetări și amenajări silvice din București, are ocazia să-i cunoască pe Ana Blandiana, Radu Cârneci, Victor Pituț, Coman Șova și mulți alți scriitori proveniți din rândul silvicultorilor sau cu legături în lumea lor. Coleg cu celebrul botanist academician Al. Beldie, Gheorghe Neagu scoate revista Silva, cu fondurile UTC ale sectorului 3 București. În paginile a trei ani de apariție a acestei reviste tipărită la șapirograf va publica Mihai Grămescu, Victor Ciocnitu, Al. Beldie, Liviu Stoiciu, Doina Popa și alți colegi din gruparea literară de la Casa de Cultură din Turturele București, denumită Relief românesc mai întâi și mai apoi „π” după numărul mare de studenți matematicieni conduși de C.T.P.
- În 1986 publică la editura Albatros, la sugestia lui Mircea Sântimbreanu și sub îngrijirea lui Alfred Neagu,  volumul Zece prozatori și nuvela Spinarea de piatră a Făgărașului. În 1974 publică Sistemul informațional în silvicultură împreună cu o bună parte din cercetătorii Institului Silvic. Predă un volum de nuvele la editura Cartea Românească și un alt volum la editura Albatros.
- În 1975 publică Raționalizarea sistemului informațional în silvicultură în două volume și se transferă la Focșani. Tot în acest an o cunoaște pe Rodica  Mocanu, absolventă a Facultatii de filologie din București, cu care se și se căsătorește.
- În 1980 ocupă prin examen postul de inspector cu organizarea muncii la Direcția Muncii al Județului Vrancea. În această perioadă a început să frecventeze cenaclul condus de Mavro Doineanu de la Casa de Cultură a Sindicatelor din Focșani, participând și la Festivalul Dragosloveni dedicat memoriei lui Vlahuță, unde l-a cunoscut pe Fănuș Neagu, Mircea Sântimbreanu, Mircea Radu Iacoban și mulți alții. În aceatsă perioadă are loc debutul lui Gheorghe Neagu la editura Albatros în volumul Zece prozatori.
- În 1990, împreună cu Dumitru, Traian Olteanu, Florin Muscalu, Dumitru Denciu și Corneliu Fotea, dă naștere publicației săptămânale de cultură – Revista V – pentru care Gheorghe Neagu aduce 10 mii de abonamente și începe să-și publice în foileton romanul Tarantula.
- În 1992 scoate volumul Templul iubirii la editura Porto-Franco.
- În 1993, cu sprijinul lui Adrian Mocanu, scoate săptămânalul Jurnalul de Vrancea în cadrul SC Jurnalul SA din București.
- În 1994 continuă Jurnalul de Vrancea sub directoratul lui Marius Tucă, după ce refuzase să ia locul lui Dan Diaconescu demisionat din companie.
- În 1995, odată cu apariția numărului 100 a Jurnalului de Vrancea, scoate o antologie în care textele literare sunt adunate, selectate și tipărite sub propria editură, Zedax . În același an publică romanul Arme și lopeți.
- În 1997 scoate la editura Zedax volumul Moartea șobolanului.  Îi apare cotidianul Oglinda vrânceană care se transformă în anul următor și se extinde în câteva județe sub titlul  Oglinda Moldovei.
- În 2000 ia naștere Asociația Culturală Duiliu Zamfirescu care își propune să scoată o revistă de cultură Oglinda Literară în locul revistei V care fusese confiscată de urmașii familiei Muscalu și Olteanu.
- În 2001 ia naștere Saeculum, proiect sprijinit de Gh. Vlăjie, directorul culturii din acele vremuri.
- În 2003 apare volumul colectiv Al Evei trup de fum și volumul liliputan Crucea lui Andrei, parte a unei casete literare intitulată Scrieri alese, publicată la editura Zedax.
- În 2004 apare volumul liliputan Jurnal american, rod al vizitei făcute în SUA.
- În 2005 apare o nouă serie de volume liliputane La Bellu. În același an, Editura Paralela 45 publică volumul colectiv Proză. Ro. în care apare și un fragment din foiletonul Un securist de tranziție.
- În 2006 îi apare volumul Aesopicae.
- În 2007 este ultimul an în care Gheorghe Neagu se mai ocupă de Festivalul Duiliu Zamfirescu.
- În 2008 Gheorghe Neagu ia hotărârea să organizeze prima ediție a premiilor revistei Oglinda Literară, destinat în special răsplătirii colaboratorilor revistei.
- În 2009 are loc Festivalul premiilor revistei Oglinda Literară ce se desfășoară la Râmnicul Sărat cu sprijinul scriitoarei Valeria Manta Tăicuțu, a primăriei orașului și a președintelui APLER Ion Tomescu. Este ales în conducerea Uniunii Scriitorilor din România Filiala Bacău. Îi apare totodată volumul Purtătorul de cruce.

### Distincții
- În 2009 primește titlul de Cetățean de onoare al comunei Trifești, odată cu împlinirea vârstei de 60 de ani
- Cavaler al Literaturii Române
- 1977 - Primește Premiul pentru proză acordat la Salonul Dragosloveni de Revista noastră editată de Petrache Dima.
- 1999 - Cetățean de onoare al orașului Panciu.
- 2000 - Diplomă de excelență de la Festivalul Grigore Hagiu din Galați.
- 2002 - Diplomă de la Curtea Papală a lui Paul Ioan.
- 2003 - Diplomă de onoare acordată de Academia Orient Occident în cadrul festivalului internațional Nopțile de poezie de la Curtea de Argeș
- 2004 - Asociația Presei Literare îi acorda diplomă pentru promovarea culturii române prin revista Oglinda literară înmânată personal de acad. Romul Munteanu.
- 2004 - Diploma de omul anului dată de Institutul Biografic american
- 2004 - Diplomă de Excelență al Fundației Dumitru Bolintineanu prin revista Sud pentru Oglinda Literară
- 2005 - Diploma Festivalului Național de Poezie „Avangarda 22 – Premiul I” și premiul filialei Bacău al Uniunii Scriitorilor din România pentru cea mai bună revistă literară și de cultură a anului.
- 2006 - Diploma de onoare a Primăriei orașului Panciu. Primăria orașului Mărășești îi decernează titlul de scriitor de onoare al orașului.
- 2007 - Premiul pentru proză acordat de Academia Internațională Mihai Eminescu sub semnătura domnului președinte de juriu acad. Eugen Simion.
- 2007 - Asociația pentru Literatură Română M. Kogălniceanu din Iași îi acordă Diplomă de excelență pentru promovarea literaturii scrise.
- 2008 - Distincția de excelență acordată revistei Oglinda Literară de Biblioteca județeană Duiliu Zamfirescu din municipiul Focșani.
- 2008 - Academia Dacoromână îi acordă Premiul Mircea Eliade, iar revista Oglinda Literară și Asociația Culturală Duiliu Zamfirescu primește premiul Ion Rotaru pentru literatură.
- 2008 - Este înscris în ENCICLOPEDIA PERSONALITĂȚILOR DIN ROMÂNIA.
- 2008 - Biblioteca V.A. Urechia din Galați îi acordă Diplomă de Excelență.
- 2009 - Cetățean de onoare al comunei Trifești, odată cu împlinirea vârstei de 60 de ani.
- 2009 - Festivalul Inter-Cultural România – Japonia îi acordă Diplomă de Excelență.
- 2010 - Premiul pentru proză al Uniunii Scriitorilor din România Filiala Bacău pentru volumul Purtătorul de cruce.

## Cărți reprezentative
- Arme și lopeți
- Moartea șobolanului
- Tarantula
- Templul iubirii
- Aesopicae
- Purtătorul de cruce